# Francis Tregian il Giovane
Francis Tregian il giovane (1574 – 1619) è stato uno scrittore e musicista inglese vissuto durante lo scisma anglicano. Era figlio dell'esiliato per motivi religiosi Francis Tregian il Vecchio (1548–1608).

## Biografia
Venne educato in Francia, e nel 1592 ottenne un impiego a Roma presso il cardinale William Allen. Alla morte di Allen nel 1594, tornò in Inghilterra per reclamare la restituzione delle proprietà del padre in Cornovaglia, ma nel 1609 venne accusato di "ricusazione", cioè di ostinazione nella fede cattolica; le sue terre vennero confiscate ed egli fu imprigionato nella Fleet Prison a Londra, dove rimase fino alla morte avvenuta nel 1619.
Francis Tregian il giovane è ampiamente riconosciuto come il principale estensore di tre vaste antologie musicali, delle quali la più famosa è certamente il Fitzwilliam Virginal Book, malgrado l'attribuzione, confermata per confronto con la versione autografa del manoscritto, sia stata successivamente messa in discussione. Un altro dei suoi manoscritti, Tregian Manuscripts (British Library, British Library MS Egerton 3665) è stato pubblicato in facsimile. Un terzo, il Sambroke Manuscript un tempo nella collezione Joseph William Drexel, è oggi custodito nella New York Public Library.